# Cobrament d'efectiu
En la comptabilitat d'una empresa la funció de cobrament d'efectiu o recaptació d'efectiu és la que té com finalitat cobrar els pagaments pendents. Es tracta del fet d'obtenir diners en efectiu d'una empresa o d'una persona a la qual se l'hi han emès una o més factures.
Les factures són emeses amb terminis de pagament. Aquests termes varien àmpliament des del terme «al comptat», que significa que la factura s'ha de cobrar immediatament, fins a les moltes formes de "pagament ajornat" (per exemple, 30 dies a partir de la data de factura, o 30-60-90, etc..)
Les factures pendents de pagament es consideraran en circulació. Les factures que estiguin pendents de pagament per un període més llarg que els 'termes' indicats a la factura són considerades pagaments endarrerits.
L'objectiu de la funció de "recaptació d'efectiu" d'una empresa és recollir el diner en metàl·lic de totes les factures pendents de pagament abans del seu venciment o poder renegociar nous acords de pagament de les que no es cobren per tal de garantir que els deutes facturats no es converteixin en dubtosos o dolents.